# Kežmarok
Kežmarok (allemand : Käsmark, hongrois : Késmárk, polonais : Kieżmark) est une ville de Slovaquie, dans la région de Spiš. Sa population est de 17 000 habitants. Elle offre une vue remarquable sur le Lomnický štít, à 15 km vers l'ouest, dans les Hautes Tatras.

## Histoire
Le site de Kežmarok fut occupé dès le Paléolithique supérieur. Peuplée par des Saxons qui y furent appelés par les rois de Hongrie, la ville est pour la première fois mentionnée en 1251 sous le nom de Villa (Saxonum apud Ecclesiam) Sancte Elisabeth. Elle reçut des droits municipaux en 1269, et le droit d'organiser un marché de fromages, d'où son nom allemand de Kesmark (de Käse « fromage », et Markt « marché »).
En 1433, après avoir été partiellement détruite par un raid hussite, elle fut fortifiée par Sigismond de Luxembourg, et les comtes de Zips s'y installèrent après 1440. Au XVe siècle (puis de nouveau en 1655), la ville reçut le statut de ville libre du royaume de Hongrie.
Fief de la famille des Thököly, la ville vit la naissance du prince Imre Thököly en 1657. Bien qu'il soit mort exilé en Turquie en 1705 à la suite de la paix de Karlowitz, son corps fut ramené à Kežmarok au XXe siècle pour être enterré dans l'église luthérienne de la ville.
Dans l'empire d'Autriche, le nom de la ville était allemand Kaesmar, ensuite Kesmark.
Après 1867, Kežmarok a fait partie du royaume de Hongrie (Szepes Megye), (Comitat de Szepes) (Spiš ou Zips) jusqu'à la création de la Tchécoslovaquie en 1918. Le timbre illustré de 1888 porte le nom hongrois de Késmárk.

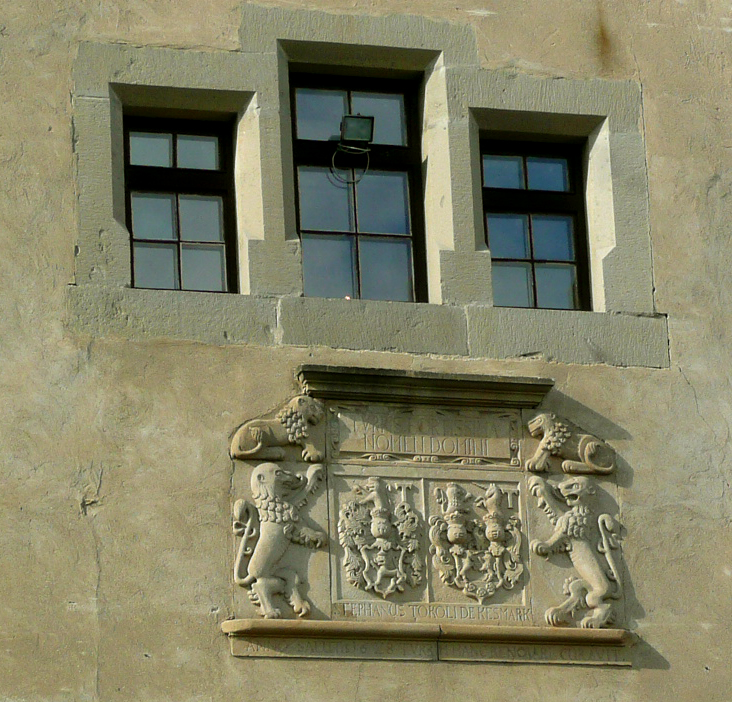
Armoiries des Thököly au château

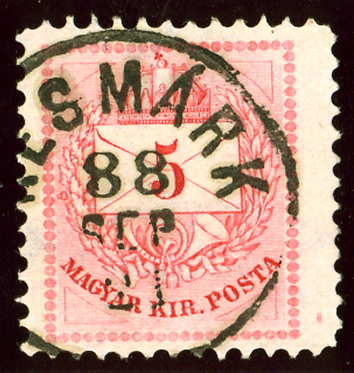
Timbre hongrois en 1888

## Population
| Année:               | 1994.  | 2004.   | 2014.   | 2024.   |
| -------------------- | ------ | ------- | ------- | ------- |
| Nombre de personnes: | 17 796 | 17 179  | 16 636  | 15 145  |
| Différence:          |        | -3,46 % | -3,16 % | -8,96 % |

| Année:               | 2023.  | 2024.   |
| -------------------- | ------ | ------- |
| Nombre de personnes: | 15 238 | 15 145  |
| Différence:          |        | -0,61 % |

Jusqu'à la fin de la Seconde Guerre mondiale, Kežmarok comprenant une large minorité allemande (voir Allemands des Carpates), et une importante communauté juive, dont plus de 3 000 furent déportés.

## Lieux et monuments
- Église articulaire en bois.

## Jumelages
La ville de Kežmarok est jumelée avec :
- Bochnia (Pologne) depuis le 12 août 1994
- Gliwice (Pologne) depuis le 16 juin 2001
- Hajdúszoboszló (Hongrie) depuis le 14 juillet 1994
- Kupiškis (Lituanie) depuis le 17 juillet 1999
- Lanškroun (Tchéquie) depuis le 18 septembre 1997
- Lesneven (France) depuis le 27 juillet 2002
- Nowy Targ (Pologne) depuis le 10 juin 1995
- Příbram (Tchéquie) depuis le 15 novembre 1997
- Weilbourg (Allemagne) depuis le 26 juin 1998
- Zgierz (Pologne) depuis le 20 février 1998

## Personnages célèbres
- Vojtech Alexander, radiologue
- Lubos Bartecko, joueur de hockey sur glace
- János Hunfalvy, géographe hongrois
- Karl Sovanka, peintre et sculpteur
- Radoslav Suchy, joueur de hockey sur glace
- Imre Thököly, Prince de transylvanie
- Jana Gantnerová-Šoltýsová, skieuse alpine
- Juraj Herz, réalisateur, acteur et scénariste